# Nablussen
Nablussen is een activiteit die door de brandweer verricht wordt na afloop van grotere branden. Tijdens het nablussen worden smeulende of hete delen in of bij een door brand getroffen object ver genoeg gekoeld zodat ontbranding voorkomen wordt, oplaaiend vuur wordt geblust. Alsook er bewust nog word gezocht naar mensen of dieren die ergens bekneld zijn. Daarnaast wordt ook getracht verdere schade te voorkomen en gevaar zo veel mogelijk weg te nemen. Zo worden instabiele bouwdelen, zoals schoorstenen en staalconstructies, omver getrokken of verwijderd. 
Met name als er grote gebouwen zoals magazijnen of loodsen uitgebrand zijn of als er materialen zoals hooi, hout, papier of cacaobonen in grote hoeveelheden aanwezig zijn, kan het nablussen lastig zijn doordat er grote hoeveelheden materiaal dicht op elkaar liggen waardoor het koelend effect van water minimaal is. Hierbij moet het materiaal uit elkaar getrokken worden. Na afloop van grote branden kan het nablussen wel enkele etmalen duren.